# Groenendijk (Noord-Brabant)
De Groenendijk is een buurtschap  in het dorp Oosteind, dat deel uitmaakt van de Noord-Brabantse gemeente Oosterhout.

## Geschiedenis
De buurtschap werd al vermeld in 1349 als Gronendyck in documenten van het Kartuizerklooster Het Hollandse Huis te Geertruidenberg. In 1422 sprak men van Gruenendyck. Ook documenten uit 1435, 1512 en 1624 spreken van deze dijk. Deze diende als waterkering voor de Donge.
De buurtschap heeft een haven gekend die van belang was als aanvoerhaven voor Dongen. Voordien kon men niet verder per schip komen dan 's-Gravenmoer, waarna de goederen over modderige wegen verder vervoerd moesten worden. Toen Dongen in 1672 door de Fransen was platgebrand had men veel materialen voor de wederopbouw nodig en werd de behoefte aan een betere verbinding nijpend.
In 1675 werd toestemming verleend tot de aanleg van een vaart met loskade van de Donge naar Dongen. In 1676 kon met de werkzaamheden worden begonnen. De betreffende vaart liep parallel aan de huidige Groenendijkse Straat en liep van de Donge tot het huidige Groenendijk, waar ze eindigde in een havenkom.
Een van de producten die in de haven werd aangevoerd was hooi. Dit was nodig als voeder voor de paarden en werd geoogst in de Biesbosch. De Brabantse gronden waren eertijds te arm om dit te produceren. Toen kunstmest in zwang kwam verdween dit type transport.
Van 1872 tot 1902 heeft er bij de Groenendijkse haven een suikerfabriek gestaan. Dit leidde tot levendig verkeer door aanvoer van bieten en steenkool. Tijdens de hoogtijdagen waren er vijf cafés. De suikerfabriek sloot in 1902, terwijl veel transport door de stoomtram werd overgenomen sinds deze in 1881 in gebruik werd genomen. Toen in 1916 ook het Wilhelminakanaal gereed kwam, was het met de haven zo goed als gedaan.
Het laatste stuk van de vaart op de voormalige haven verdween tijdens de ruilverkaveling van 1981.

## De suikerfabriek
Nadat in 1858 de eerste Nederlandse suikerfabriek te Zevenbergen opstartte werden er vele suikerfabrieken opgericht, alleen in West-Brabant al een twintigtal. In 1871 werd in Groenendijk door Van Campenhout & Compagnie een bietsuikerfabriek opgericht die één der grootste van Nederland is geweest. Tijdens de campagne in 1874 werkten er 300 mensen.
In 1886 stierf Van Campenhout en werd de fabriek verkocht aan J.Bressers uit Dongen. De fabriek breidde nog aanzienlijk uit. Wel was men ontevreden over de toestand van de haven en in 1893 kwam er tijdelijk een smalspoorbaan van de haven naar de fabriek. In 1897 kwam er zelfs een elektrische smalspoorbaan, een noviteit in die dagen.
Geleidelijk verschoof de suikerbietenteelt echter naar de Zuid-Hollandse eilanden. De fabriek kwam ongunstig te liggen en in 1901 fuseerde ze met Jansen, van Weel, Smit & Co. uit Roosendaal. De firma werd omgezet in de NV Beetwortelsuikerfabriek Groenendijk. Na de campagne van 1902 werd de Groenendijkse fabriek stilgelegd en met het kapitaal werd de NV Zuid-Hollandse Beetwortelsuikerfabriek te Oud-Beijerland opgericht. De fabriek werd dus als het ware verplaatst naar het gebied waar sindsdien de bieten werden geteeld.
In 1905 werd de fabriek gesloopt.